# أندي هيس
أندي هيس (بالإنجليزية: Andy Hess) هو موسيقي أمريكي، ولد في 4 ديسمبر 1966 في واشنطن العاصمة في الولايات المتحدة.

## وصلات خارجية
- الموقع الرسمي
- أندي هيس على موقع ميوزك برينز (الإنجليزية)
- أندي هيس على موقع ديسكوغز (الإنجليزية)